# Chelsea Football Club 1978-1979
Questa voce raccoglie le informazioni riguardanti il Chelsea Football Club nelle competizioni ufficiali della stagione 1978-1979.

## Stagione
Il campionato inizia il 19 agosto 1978 e il Chelsea comincia con uno 0-1 contro l'Everton, un 1-0 contro il Wolverhampton Wanderers, un 2-2 contro il Tottenham Hotspur, uno 0-3 contro il Leeds United, un 2-3 contro il Coventry City, un 1-4 contro il Manchester City, un 1-1 contro il Birmingham City, un 1-3 contro il West Bromwich Albion, uno 0-1 contro il Derby County, un 4-3 contro il Bolton Wanderers, uno 0-2 contro il Liverpool, un 3-3 contro il Norwich City, uno 0-0 contro il Queens Park Rangers, un 2-3 contro l'Everton, un 1-3 contro il Tottenham, un 1-2 contro il Leeds, 0-1 contro Manchester United e Aston Villa, un 2-7 contro il Middlesbrough, 0-0 contro Bristol City e Southampton. I Blues proseguono con un 1-5 contro l'Ipswich, un 3-2 contro il Manchester City, un 2-1 contro il Birmingham, un 1-3 contro il Coventry, un 1-2 contro il Bolton, uno 0-0 contro il Liverpool, uno 0-2 contro il Norwich, uno 0-1 contro il West Bromwich, un 1-3 contro il QPR, un 1-2 contro il Wolverhampton, uno 0-6 contro il Nottingham Forest, un 1-1 contro il Derby County, 1-3 contro Nottingham e Bristol, un 1-2 contro il Southampton, un 2-5 contro l'Arsenal, un 2-1 contro il Middlesbrough, un 1-2 contro l'Aston Villa, un 2-3 contro l'Ipswich, 1-1 contro Arsenal e Manchester United. Il campionato termina con l'ottenimento della ventiduesima posizione e quindi la retrocessione in Second Division.
Il Chelsea inizia l'FA Cup dal terzo turno, dove viene sconfitto dal Manchester United 0-3 e quindi eliminato.
Il club londinese inizia la Football League Cup dal secondo turno, dove viene battuto 1-2 dal Bolton e quindi eliminato.

## Maglie e sponsor
Nella stagione 1978-1979 del Chelsea non è presente il main sponsor, lo sponsor tecnico è Umbro. La divisa primaria è costituita dal maglia blu con colletto a polo bianco, estremità delle maniche albine, decorazioni bianche lungo i lati delle maniche, calzoncini blu e calzettoni bianchi. La divisa da trasferta è formata da una maglia gialla con colletto a polo verde, estremità delle maniche verdi, decorazioni verdi lungo i lati delle maniche, pantaloncini verdi e calzettoni gialli con linee verdi come decorazione nella parte superiore.
| Casa | Trasferta |

## Rosa
Rosa e numerazione sono aggiornati al 31 maggio 1979.
| N. |                        | Ruolo | Calciatore    |
| -- | ---------------------- | ----- | ------------- |
|    | Inghilterra (bandiera) | P     | Peter Bonetti |
|    | Jugoslavia (bandiera)  | P     | Petar Borota  |
|    | Galles (bandiera)      | P     | John Phillips |
|    | Inghilterra (bandiera) | D     | Gary Chivers  |
|    | Inghilterra (bandiera) | D     | Micky Droy    |
|    | Inghilterra (bandiera) | D     | Ron Harris    |
|    | Inghilterra (bandiera) | D     | Kenny Swain   |
|    | Scozia (bandiera)      | C     | Eamon Bannon  |
|    | Scozia (bandiera)      | C     | Ian Britton   |

| N. |                        | Ruolo | Calciatore      |
| -- | ---------------------- | ----- | --------------- |
|    | Inghilterra (bandiera) | C     | John Bumstead   |
|    | Inghilterra (bandiera) | C     | Mike Fillery    |
|    | Scozia (bandiera)      | C     | David Hay       |
|    | Inghilterra (bandiera) | C     | Ray Wilkins     |
|    | Inghilterra (bandiera) | C     | Richard Wilson  |
|    | Inghilterra (bandiera) | A     | Trevor Aylott   |
|    | Inghilterra (bandiera) | A     | Tommy Langley   |
|    | Inghilterra (bandiera) | A     | Duncan McKenzie |
|    | Inghilterra (bandiera) | A     | Clive Walker    |

## Calciomercato
| Arrivi | Arrivi          | Arrivi   | Arrivi   |
| R.     | Nome            | da       | Modalità |
| ------ | --------------- | -------- | -------- |
| C      | Eamon Bannon    | Hearts   | ?        |
| P      | Petar Borota    | Partizan | ?        |
| A      | Duncan McKenzie | Everton  | ?        |

| Partenze | Partenze      | Partenze            | Partenze |
| R.       | Nome          | a                   | Modalità |
| -------- | ------------- | ------------------- | -------- |
| D        | Stephen Wicks | Derby County        | ?        |
| C        | Ray Lewington | Vancouver Whitecaps | ?        |

## Statistiche

### Statistiche di squadra
| Competizione        | Punti | Totale | Totale | Totale | Totale | Totale | Totale |
| Competizione        | Punti | G      | V      | N      | P      | Gf     | Gs     |
| ------------------- | ----- | ------ | ------ | ------ | ------ | ------ | ------ |
| Campionato          | 20    | 42     | 5      | 10     | 27     | 44     | 92     |
| FA Cup              | -     | 1      | 0      | 0      | 1      | 0      | 3      |
| Football League Cup | -     | 1      | 0      | 0      | 1      | 1      | 2      |
| Totale              | -     | 44     | 5      | 10     | 29     | 45     | 97     |